# Iris van Dongen

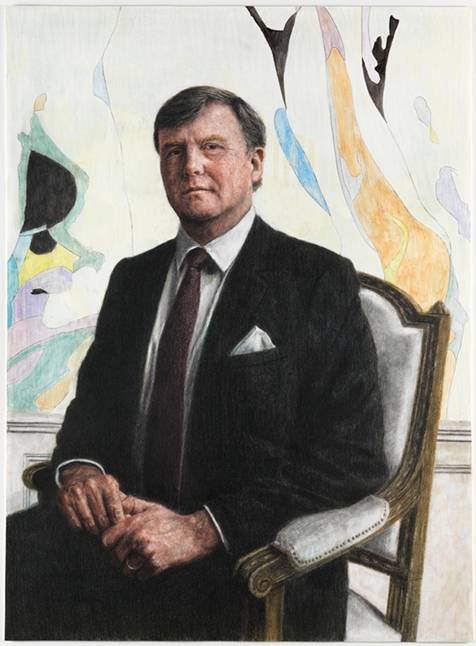
Portret van koning Willem-Alexander (2014)

Iris van Dongen (Tilburg, 31 mei 1975) is een Nederlands beeldend kunstenaar. Zij woont en werkt in Berlijn.

## Biografie
Van Dongen studeerde van 1992 tot 1996 schilderkunst aan de Academie voor Kunst en Vormgeving in 's-Hertogenbosch (nu de AKV St. Joost). Daarna woonde en werkte zij enige jaren in Rotterdam, en verhuisde in 2000 naar Berlijn.

## Over het werk
De meeste werken - soms op zeer grote formaten - komen tot stand met gouache en pastelkrijt op papier. In deze realistische tekeningen worden vaak vrouwen geportretteerd. Het werk is beïnvloed door de romantiek, door mystiek en mythes. De tekeningen kenmerken zich door een melancholische sfeer, die door het gebruik van donkere kleuren en de wegkijkende houding van de geportretteerde dames wordt aangezet. 

### Kimberly Clark
Iris van Dongen maakt deel uit van het kunstenaarscollectief 'Kimberly Clark' (vernoemd naar het gelijknamige merk, dat onder meer afvalbakjes voor maandverband produceert). Het collectief ontstond in 2006 en bestond oorspronkelijk uit Ellemieke Schoenmakers, Josepha de Jong en Van Dongen. De Jong werd later vervangen door Eveline Van de Griend. 
De kunstenaars gebruiken zichzelf als modellen voor installaties, fotografie, performances en videowerken met een uitgesproken feministisch karakter. In de werken wordt verwezen naar excessen in feestgedrag, dronkenschap, de 'shop-cultuur', en burgerlijke ongehoorzaamheid.

### Portret koning Willem-Alexander
In 2014 werd Van Dongen uit 12 genomineerde kunstenaars geselecteerd om, naast Rineke Dijkstra en Femmy Otten, een officieel staatsieportret van koning Willem Alexander te maken.
Het schetsontwerp deed stof opwaaien; Van Dongen werd van plagiaat beschuldigd omdat zij - zonder toestemming te hebben gevraagd - een foto van fotograaf Koos Breukel als basis voor het ontwerp had gebruikt. Voor het uiteindelijke portret werd uitgegaan van andere beelden.

### Prijzen
In 2017 kreeg Van Dongen de Thérèse Schwartze Prijs.

## Uitgelichte tentoonstellingen
- 2005 - GEM, Gemeentemuseum Den Haag
- 2008 - Stedelijk Museum, 's-Hertogenbosch
- 2009 - Stedelijk Museum, Schiedam
- 2015 - Cobra Museum, Amstelveen
- 2015 - Nationalmuseum Berlin, Berlijn
- 2016 - Galerie Bugada & Cargnel, Parijs

- 2006 - the Breeder, Athene
- 2010 - De Hallen, Haarlem
- 2011 - Künstlerhaus Bethanien, Berlijn